# Акира Мацунага
Акира Мацунага (јап. 松永 行; 21. септембар 1914 — 20. јануар 1943) био је јапански фудбалер.

## Репрезентација
За репрезентацију Јапана дебитовао је 1936. године. Учествовао је и на олимпијским играма 1936. За тај тим је одиграо 2 утакмице и постигао 1 гол.

## Статистика
| Јапан  | Јапан   | Јапан  |
| Година | Наступи | Голови |
| ------ | ------- | ------ |
| 1936.  | 2       | 1      |
| Укупно | 2       | 1      |